# 프레디의 피자가게: 헬프 원티드 2
《프레디의 피자가게: 헬프 원티드 2》(Five Nights at Freddy's: Help Wanted 2, 원제: Five Nights at Freddy's VR: Help Wanted 2, 간단히 Help Wanted 2, FNaF: HW 2)는 스틸 울 스튜디오가 개발하고 스콧게임스이 배급한 2023년 가상현실 서바이벌 호러 비디오 게임이다.

## 캐릭터
- 펀타임 프레디
- 본본
- 보넷
- 발로라
- 문
- 플러시 베이비